# Дворніченко Олександр Вікторович
Олександр Вікторович Дворніченко — (нар. 4 травня 1987, Харків) український музикант (альт), громадський діяч, колишній директор Молодіжного академічного симфонічного оркестру «Слобожанський» (МАСО «Слобожанський»).

## Біографія
Навчатися музиці початків у Харківській середній спеціалізованій музичній школі-інтернаті. У 2012 році закінчив Харківський національний університет мистецтв ім. І. П. Котляревского, отримавши спеціальність — артист оркестру, артист камерного ансамблю, вчений-дослідник, викладач вишу. Трудову діяльність почав у 2005 рокові. Спершу працював артистом Молодіжного академічного симфонического оркестру «Слобожанский». З 2015 року — заступник директора цього ж оркестру.
Регулярно виступає з відомими світовими музикантами, серед них Даніїл Австріх, Олексій Стадлер, Ласло Феніо, Діонізіс Грамменос, Кирило Карабиць, Хуан Карлос Фернандес-Ньето, Аркадий Шилклопер, Теодор Кучар, Олександр Цимбалюк
За ініціативою та при активній участі Олександра Дворніченка в Харкові відбулись спільні виступи Молодіжного оркестру з цілим рядом відомих вітчизняних та зарубіжних виконавців, серед яких Аркадій Шилклопер, Даніїл Австріх (Німеччина), Олексій Стадлер, Елізабет Піткерн Діонізіс Грамменос (Греція), Крістофер Буш (США), Валерій Соколов (Україна-Німеччина), Олексій Семененко Олексій Шадрін та інші. А до роботи з оркестром були залучені відомі диригенти: Кирилло Карабиць (Україна-Велика Британія), Теодор Кучар (США), Аллін Власенко (Україна), Петро Товстуха (Україна), Віталій Протасов (Україна), Юрій Яковенко (Україна), Вікторія Жадько (Україна), Еско Сірвенд (Німеччина) і та інші.
Також, Олександр Дворніченко є автором ідеї проекту Ice Symphony («Симфонія льоду»), у якого немає аналогів в Україні. Проект передбачає виступи фігуристів під акомпанемент живої музики у виконанні симфонічного оркестру, розміщеного на льоду. Щороку, цей культурно-спортивний захід проходить у Харкові, в Льодовому комплексі «Салтівський лід». Окрім концертів класичної музики, під керуванням Олександра Дворниченка, МАСО «Слобожанский» втілено ряд не зовсім типових для симфонічних колективів концертних проектів: серед них проект «Симфо Хіп-Хоп» з популярною групою ТНМК; «Дунаєвський. Пісня про веселий Вітер», у якому оркестр грав твои Ісаака Дунаєвского а екскурсовод і мистецтвознавець Максим Розенфельд розказував про харківський період життя і творчості композитора; «Битва диригентів» і «Битва баритонов» — концертні програми, побудовані у формі творчого змагання музикантів та інші.

## Суспільна діяльність
У 2012 рокові Олександр Дворніченко, разом зі своїм братом — музикантом Сергієм Дворніченко (кларнет) заснували міжнародний благодійний проект «Класична Феєрія». Проект реалізується за підтримки Благодійного Фонду «Забота», а сам Олександр Дворніченко є його художнім керівником. Завдання проекту — популяризація класичної музики серед дітей та молоді, збір коштів для дитячих лікувальних і навчальний установ, привернення суспільної уваги до проблем благодійництва. З цією метою щороку, до Дня Святого Миколая, проводяться концерти класичної музики за участі всесвітньо відомих музикантів з різного країн світу. На кожному концерті 60 % місць у залі надається музично обдарованим дітям та дітям з соціально незахищених категорій населення, а кошти, зібрані від продажу решти квитків передаються дитячим установам[25]. У проекті брали участь цілий ряд відомих музикантів — Даніїл Австріх, Ласло Феніо, Кирило Карабиць, Аркадий Шилклопер, Теодор Кучар, Олександр Цимбалюк та інші. За час існування проекту «Класична феєрія», на благодійні концерти відвідало кілька тисяч дітей з інтернатів, дитячих будинків, багатодітних та малообеспеченных сімей, благодійну допомогу отримали Харківська обласна дитяча клінічна лікарня № 1, Інститут загальної та невідкладної хірургії імені В. Т. Зайцева, Харківська обласна дитяча клінічна лікарня, Харківський обласний клінічний центр урології та нефрологии ім. В. І. Шаповала, Харківський спеціальный навчально--виховний комплекс імені В. Г. Короленко та інші.
Олександр Дворніченко — один з засновників та керівників Міжнародної громадської організації братів Дворніченків «Культура та розвиток». У 2019 рокові ця суспільна організація стала ініціатором та сприяла наданню іменних стипендій для музикантів Молодіжного академічного симфонічного оркестру «Слобожанський», від меценатів. А також виступила одним з організаторів Всеукраїнського благодійного конкурсу-фестивалю дитячого і юнацького виконавського мистецтва «Музична майстерня». На фестивалі виступ конкурсантов оцінювало журі під головуванням американської скрипачки Елізабет Піткерн а його переможці були нагороджені безплатною 4-тижневою поїздкою у дитячий музичний табір Luzerne Music Centre (США).

## Нагороди
Олександр Дворніченко відзначений Подякою голови Харківської обласної державної адміністрації (2015 рік), нагороджений Грамотою голови Харківської обласної державної адміністрації (2016 рік), Грамотою Харківського обласної ради (2017 рік)